# Lespesia rileyi
Lespesia rileyi là một loài ruồi trong họ Tachinidae.